# Otorvi i vybros
Otorvi i vybros (russisk: Оторви и выбрось) er en russisk spillefilm fra 2022 af Kirill Sokolov.

## Medvirkende
- Sofja Krugova som Masja
- Viktorija Korotkova som Olja
- Anna Mikhalkova som Vera
- Aleksandr Jatsenko som Oleg
- Olga Lapsjina
- Vitalij Khaev
- Daniil Steklov
- Igor Grabuzov
- Nikolaj Schreiber